# Lijst van leden van het Europees Parlement (2004-2009)
Onderstaand volgt een Lijst van leden van het Europees Parlement in de zesde zittingsperiode van het parlement (2004-2009) na de verkiezingen van 2004.
De zittingsperiode ging in op 20 juli 2004 en eindigde op 13 juli 2009.
Voorzitter in deze periode waren Josep Borrell (2004-2007) en Hans-Gert Pöttering (2007-2009).

## België
België was in het parlement vertegenwoordigd door 24 parlementariërs. Dit waren 14 parlementsleden verkozen door het Nederlandstalig kiescollege, 9 parlementsleden verkozen door het Frans kiescollege en 1 parlementslid verkozen voor het Duitstalig kiescollege.
- VLD-Vivant (Alliantie van Liberalen en Democraten voor Europa)
  1. Annemie Neyts-Uyttebroeck
  2. Dirk Sterckx
  3. Johan Van Hecke

- MR (Alliantie van Liberalen en Democraten voor Europa)
  1. Gérard Deprez
  2. Antoine Duquesne
  3. Frédérique Ries

- Groen (De Groenen/Vrije Europese Alliantie)
  1. Bart Staes

- Ecolo (De Groenen/Vrije Europese Alliantie)
  1. Pierre Jonckheer

- CD&V/N-VA (Europese Volkspartij en Europese Democraten)
  1. Ivo Belet
  2. Frieda Brepoels
  3. Jean-Luc Dehaene
  4. Marianne Thyssen

- cdH (Europese Volkspartij en Europese Democraten)
  1. Raymond Langendries

- CSP (Europese Volkspartij en Europese Democraten)
  1. Mathieu Grosch

- PS (Partij van de Europese Sociaaldemocraten)
  1. Philippe Busquin
  2. Veronique De Keyser
  3. Alain Hutchinson
  4. Marc Tarabella (in 2007 vervangen door Giovanna Corda)

- sp.a-spirit (Partij van de Europese Sociaaldemocraten)
  1. Mia De Vits
  2. Saïd El Khadraoui
  3. Anne Van Lancker

- Vlaams Blok (niet-ingeschrevenen)
  1. Philip Claeys
  2. Koen Dillen
  3. Frank Vanhecke

## Bulgarije (2007)
Vanaf het toetreden van Bulgarije tot de Europese Unie in 2007 was het land met 18 parlementariërs vertegenwoordigd in het parlement vertegenwoordigd.
- DPS (Alliantie van Liberalen en Democraten voor Europa)
  1. Mariela Baeva
  2. Filiz Hoesmenova
  3. Metin Kazak
  4. Vladko Panajotov

- Ataka (Niet-ingeschrevenen)
  1. Slavtsjo Binev
  2. Dimitar Stojanov
  3. Desislav Tsjoekolov

- GERB (Europese Volkspartij en Europese Democraten)
  1. Nikolaj Mladenov
  2. Vladimir Oeroetsjev
  3. Petja Stavreva
  4. Roemjana Zjelava
  5. Doeshana Zdravkova

- BSP (Partij van de Europese Sociaaldemocraten)
  1. Iliana Jotova
  2. Evgeni Kirilov
  3. Maroesja Ljoebtsjeva
  4. Atanas Paparizov
  5. Kristian Vigenin

- NDSV (Alliantie van Liberalen en Democraten voor Europa)
  1. Biljana Raeva

## Cyprus
Cyprus was in het parlement vertegenwoordigd door 6 parlementariërs.
- AKEL (Europees Unitair Links/Noords Groen Links)
  1. Adamos Adamou
  2. Kyriacos Triantaphyllides

- DISY (Europese Volkspartij en Europese Democraten)
  1. Panayiotos Demetriou
  2. Ioannis Kasoulidis

- DIKO (Alliantie van Liberalen en Democraten voor Europa)
  1. Marios Matsakis

- EvroDi (Europese Volkspartij en Europese Democraten)
  1. Yiannakis Matsis

## Denemarken
Denemarken was in het parlement vertegenwoordigd door 14 parlementariërs.
- SF (De Groenen/Vrije Europese Alliantie)
  1. Margrete Auken

- Junibeweging (Onafhankelijkheid en Democratie Groep)
  1. Jens-Peter Bonde (in 2008 vervangen door Hanne Dahl)

- Venstre (Alliantie van Liberalen en Democraten voor Europa)
  1. Niels Busk
  2. Anne Jensen
  3. Karin Riis-Jørgensen

- DF (Unie voor een Europa van Nationale Staten)
  1. Mogens Camre

- Socialdemokraterne (Partij van de Europese Sociaaldemocraten)
  1. Ole Christensen
  2. Dan Jørgensen
  3. Henrik Kristensen (in 2006 vervangen door Christel Schaldernose)
  4. Poul Nyrup Rasmussen
  5. Britta Thomsen

- Volksbeweging tegen de EU (Europees Unitair Links/Noords Groen Links)
  1. Ole Krarup (in 2006 vervangen door Søren Søndergaard)

- Radikale Venstre (Alliantie van Liberalen en Democraten voor Europa)
  1. Anders Samuelsen (in 2007 vervangen door Johannes Lebech)

- KF (Europese Volkspartij en Europese Democraten)
  1. Gitte Seeberg (in 2007 vervangen door Christian Rovsing)

## Duitsland
Duitsland was in het parlement vertegenwoordigd door 99 parlementariërs.
- FDP (Alliantie van Liberalen en Democraten voor Europa)
  1. Alexander Nuno Alvaro
  2. Jorge Chatzimarkakis
  3. Wolf Klinz
  4. Silvana Koch-Mehrin
  5. Holger Krahmer
  6. Alexander Lambsdorff
  7. Willem Schuth

- CDU (Europese Volkspartij en Europese Democraten)
  1. Rolf Berend
  2. Reimer Böge
  3. Elmar Brok
  4. Daniel Caspary
  5. Christian Ehler
  6. Karl-Heinz Florenz
  7. Michael Gahler
  8. Lutz Goepel
  9. Alfred Gomolka
  10. Ingeborg Grässle
  11. Ruth Hieronymi
  12. Karsten Friedrich Hoppenstedt
  13. Georg Jarzembowski
  14. Elisabeth Jeggle
  15. Ewa Klamt
  16. Christa Klaß
  17. Dieter-Lebrecht Koch
  18. Christoph Werner Konrad
  19. Werner Langen
  20. Armin Laschet (in 2005 vervangen door Jürgen Zimmerling, die in 2005 vervangen is door Horst Posdorf)
  21. Kurt Joachim Lauk
  22. Kurt Lechner
  23. Klaus-Heiner Lehne
  24. Peter Liese
  25. Thomas Mann
  26. Hans-Peter Mayer
  27. Hartmut Nassauer
  28. Doris Pack
  29. Markus Pieper
  30. Hans-Gert Pöttering
  31. Godelieve Quisthoudt-Rowohl
  32. Herbert Reul
  33. Ingo Schmitt (in 2005 vervangen door Roland Gewalt)
  34. Horst Schnellhardt
  35. Juergen Schröder
  36. Andreas Schwab
  37. Renate Sommer
  38. Thomas Ulmer
  39. Karl von Wogau
  40. Reiner Wieland

- Bündnis 90/Die Grünen (De Groenen/Vrije Europese Alliantie)
  1. Angelika Beer
  2. Hiltrud Beyer
  3. Daniel Cohn-Bendit
  4. Michael Cramer
  5. Friedrich-Wilhelm Graefe zu Baringdorf
  6. Rebecca Harms
  7. Milan Horáček
  8. Gisela Kallenbach
  9. Cem Özdemir
  10. Heide Rühle
  11. Frithjof Schmidt
  12. Elisabeth Schroedter
  13. Helga Trüpel

- PDS (Europees Unitair Links/Noords Groen Links)
  1. André Brie
  2. Silvia-Yvonne Kaufmann
  3. Helmuth Markov
  4. Tobias Pflüger
  5. Feleknas Uca
  6. Sahra Wagenknecht
  7. Gabi Zimmer

- SPD (Partij van de Europese Sociaaldemocraten)
  1. Udo Bullmann
  2. Garrelt Duin (in 2005 vervangen door Matthias Groote)
  3. Evelyne Gebhardt
  4. Norbert Glante
  5. Lissy Gröner
  6. Klaus Hänsch
  7. Jutta Haug
  8. Karin Jöns
  9. Heinz Kindermann
  10. Konstanze Krehl
  11. Wolfgang Kreissl-Doerfler
  12. Helmut Kuhne
  13. Jo Leinen
  14. Erika Mann
  15. Vural Öger
  16. Willi Piecyk (in 2008 vervangen door Ulrike Rodust)
  17. Bernhard Rapkay
  18. Dagmar Roth-Behrendt
  19. Mechtild Rothe
  20. Martin Schulz
  21. Ulrich Stockmann
  22. Ralf Walter
  23. Barbara Weiler

- CSU (Europese Volkspartij en Europese Democraten)
  1. Albert Dess
  2. Markus Ferber
  3. Ingo Friedrich
  4. Angelika Niebler
  5. Bernd Posselt
  6. Alexander Radwan (in 2005 vervangen door Gabriele Stauner)
  7. Manfred Weber
  8. Anja Weisgerber
  9. Joachim Wuermeling (in 2008 vervangen door Martin Kastler)

## Estland
Estland was in het parlement vertegenwoordigd door 6 parlementariërs.
- SDE (Partij van de Europese Sociaaldemocraten)
  1. Toomas Hendrik Ilves (in 2006 vervangen door Katrin Saks)
  2. Marianne Mikko
  3. Andres Tarand

- Isamaaliit (Europese Volkspartij en Europese Democraten)
  1. Tunne Kelam

- Eesti Keskerakond (Alliantie van Liberalen en Democraten voor Europa)
  1. Siiri Oviir

- Eesti Reformierakond (Alliantie van Liberalen en Democraten voor Europa)
  1. Toomas Savi

## Finland
Finland was in het parlement vertegenwoordigd door 14 parlementariërs.
- Groene Liga (De Groenen/Vrije Europese Alliantie)
  1. Satu Hassi

- Nationale Coalitiepartij (Europese Volkspartij en Europese Democraten)
  1. Ville Itälä
  2. Piia-Noora Kauppi (in 2008 vervangen door Eva-Riitta Siitonen)
  3. Eija-Riitta Korhola
  4. Alexander Stubb (in 2008 vervangen door Sirpa Peitikäinen)

- Centrumpartij van Finland (Alliantie van Liberalen en Democraten voor Europa)
  1. Anneli Jäätteenmäki
  2. Hannu Takkula
  3. Paavo Väyrynen (in 2007 vervangen door Samuli Pohjamo)
  4. Kyösti Virrankoski

- Zweedse Volkspartij in Finland (Alliantie van Liberalen en Democraten voor Europa)
  1. Henrik Lax

- SDP (Partij van de Europese Sociaaldemocraten)
  1. Lasse Lehtinen
  2. Riitta Myller
  3. Reino Paasilinna

- Linkse Alliantie (Europees Unitair Links/Noords Groen Links)
  1. Esko Seppänen

## Frankrijk
Frankrijk was in het parlement vertegenwoordigd door 78 parlementariërs.
- PS (Partij van de Europese Sociaaldemocraten)
  1. Kader Arif
  2. Pervenche Berès
  3. Guy Bono
  4. Bernadette Bourzai (in 2008 vervangen door Jean-Paul Dedanot)
  5. Marie-Arlette Carlotti
  6. Françoise Castex
  7. Jean-Louis Cottigny
  8. Harlem Désir
  9. Brigitte Douay
  10. Anne Ferreira
  11. Jean-Claude Fruteau (in 2007 vervangen door Catherine Néris)
  12. Catherine Guy-Quint
  13. Benoît Hamon
  14. Adeline Hazan (in 2008 vervangen door Catherine Boursier)
  15. André Laignel
  16. Stéphane Le Foll
  17. Marie-Noëlle Lienemann
  18. Pierre Moscovici (in 2007 vervangen door Pierre Pribetich)
  19. Robert Navarro (in 2008 vervangen door Michel Teychenné)
  20. Béatrice Patrie
  21. Vincent Peillon
  22. Bernard Poignant
  23. Marie-Line Reynaud (in 2007 vervangen door Roselyne Lefrançois)
  24. Michel Rocard (in 2009 vervangen door Bernard Soulage)
  25. Martine Roure
  26. Gilles Savary
  27. Pierre Schapira
  28. Catherine Trauttman
  29. Yannick Vaugneraud
  30. Bernadette Vergnaud
  31. Henri Weber

- Les Verts (De Groenen/Vrije Europese Alliantie)
  1. Marie-Hélène Aubert
  2. Jean-Luc Bennahmais
  3. Hélène Flautre
  4. Marie-Anne Isler-Béguin
  5. Alain Lipietz
  6. Gérard Onesta

- UMP (Europese Volkspartij en Europese Democraten)
  1. Roselyne Bachelot-Narquin (in 2007 vervangen door Élisabeth Morin-Chartier)
  2. Joseph Daul
  3. Marie-Hélène Descamps
  4. Nicole Fontaine
  5. Patrick Gaubert
  6. Jean-Paul Gauzès
  7. Françoise Grossetête
  8. Ambroise Guellec
  9. Brice Hortefeux (in 2005 vervangen door Jean-Pierre Audy)
  10. Alain Lamoussoure
  11. Véronique Mathieu
  12. Tofia Saïfi
  13. Margie Sudre
  14. Jacques Toubon
  15. Ari Vatanen
  16. Christine de Veyrac
  17. Dominique Vlasto

- UDF (Alliantie van Liberalen en Democraten voor Europa)
  1. Jean-Marie Beaupuy
  2. Jean-Louis Bourlanges (in 2008 vervangen door Brigitte Fouré)
  3. Jean-Marie Cavada
  4. Thierry Cornillet
  5. Janelly Fourtou
  6. Claire Gibault
  7. Nathalie Griesbeck
  8. Anne Laperrouze
  9. Bernard Lehideux
  10. Philippe Morillon
  11. Marielle Sarnez

- MPF (Onafhankelijkheid en Democratie Groep)
  1. Paul-Marie Coûteaux
  2. Patrick Louis
  3. Philippe de Villiers

- FN (Niet-ingeschrevenen)
  1. Bruno Gollnisch
  2. Carl Lang
  3. Jean-Marie Le Pen
  4. Marine Le Pen
  5. Jean-Claude Martinez
  6. Lydia Schenardi
  7. Chantal Simonot (in 2004 vervangen door Fernand Le Rachinel)

- PCF (Europees Unitair Links/Noords Groen Links)
  1. Jacky Henin
  2. Paul Verges (in 2007 vervangen door Madeleine de Grandmaison)
  3. Francis Wurtz

## Griekenland
Griekenland was in het parlement vertegenwoordigd door 24 parlementariërs.
- PASOK (Partij van de Europese Sociaaldemocraten)
  1. Stavros Arnaoutakis
  2. Katerina Batzeli
  3. Panagiotis Beglitis (in 2007 vervangen door Anni Podimata)
  4. Stavros Lambrinidis
  5. Maria Matsouka
  6. Nikolaos Sifounakis (in 2007 vervangen door Costas Botopoulos)
  7. Evangelia Tzampazi
  8. Marilisa Xenogiannakopolou (in 2007 vervangen door Maria Eleni Koppa)

- Nea Dimokratia (Europese Volkspartij en Europese Democraten)
  1. Giorgos Dimitrakopoulos
  2. Ioannis Gklavakis
  3. Konstantinos Hatzidakis (in 2007 vervangen door Emmanouil Angelakas)
  4. Rodi Kratsa-Tsagaropoulou
  5. Manolis Mavrommatis
  6. Marie Panayatopoulos-Cassiotou
  7. Georgios Papastamkos
  8. Antonis Samaras (in 2007 vervangen door Margaritis Schinas)
  9. Antonios Trakatellis
  10. Nikos Vakalis
  11. Ioannis Varvitsiotis

- LAOS (Onafhankelijkheid en Democratie Groep)
  1. Georgios Karatzafaris (in 2007 vervangen door Georgios Georgiou)

- KKE (Europees Unitair Links/Noords Groen Links)
  1. Diamanto Manolakou (in 2008 vervangen door Konstantinos Droutsas)
  2. Thanasis Pafilis
  3. Giorgos Toussas

- Synapismos (Europees Unitair Links/Noords Groen Links)
  1. Dimitrios Papadimoulis

## Hongarije
Hongarije was in het parlement vertegenwoordigd door 24 parlementariërs.
- Fidesz (Europese Volkspartij en Europese Democraten)
  1. Etelka Barsiné Pataky
  2. Zsolt Becsey
  3. Kinga Gál
  4. Béla Glattfelder
  5. András Gyürk
  6. Lívia Járóka
  7. Csaba Õry
  8. István Pálfi (in 2006 vervangen door Antonio De Blasio)
  9. Pál Schmitt
  10. György Schöpflin
  11. László Surján
  12. József Szájer

- SzDSz (Alliantie van Liberalen en Democraten voor Europa)
  1. Gábor Demszky (in 2004 vervangen door Viktória Mohácsi)
  2. István Szent-Iványi

- MSzP (Partij van de Europese Sociaaldemocraten)
  1. Alexandra Dobolyi
  2. Szabolcs Fazakas
  3. Zita Gurmai
  4. Gábor Harangozó
  5. Gyula Hegyi
  6. Edit Herczog
  7. Magda Kósáné Kovács
  8. Katalin Lévai
  9. Csaba Tabajdi

- MDF (Europese Volkspartij en Europese Democraten)
  1. Péter Olajos

## Ierland
Ierland was in het parlement vertegenwoordigd door 13 parlementariërs.
- Fianna Fáil (Unie voor een Europa van Nationale Staten)
  1. Liam Aylwald
  2. Brian Crowley
  3. Seán Ó Neachtain
  4. Eoin Ryan

- Fine Gael (Europese Volkspartij en Europese Democraten)
  1. Simon Coveney (in 2007 vervangen door Colm Burke)
  2. Avril Doyle
  3. Jim Higgins
  4. Mairead McGuinness
  5. Gay Mitchell

- Irish Labour Party (Partij van de Europese Sociaaldemocraten)
  1. Proinsias De Rossa

- Sinn Féin (Europees Unitair Links/Noords Groen Links)
  1. Mary Lou McDonald

- Onafhankelijken
  1. Marian Harkin (Alliantie van Liberalen en Democraten voor Europa)
  2. Kathy Sinnott (Onafhankelijkheid en Democratie Groep)

## Italië
Italië was in het parlement vertegenwoordigd door 78 parlementariërs.
- PRC (Europees Unitair Links/Noords Groen Links)
  1. Vittorio Agnoletto
  2. Fausto Bertinotti (werd in 2006 vervangen door Corrado Gabriele, die in 2006 vervangen werd door Vincenzo Aita)
  3. Giusto Catania
  4. Roberto Mussachio
  5. Luisa Morgantini

- Forza Italia (Europese Volkspartij en Europese Democraten)
  1. Gabriele Albertini
  2. Alfredo Antnazzi
  3. Renato Brunetta (in 2008 vervangen door Elisabetta Gardini)
  4. Georgio Carollo
  5. Giuseppe Castiglione (in 2008 vervangen door Maddalena Calia)
  6. Giuseppe Gargani
  7. Jas Gawronski
  8. Mario Mantovani (in 2008 vervangen door Iva Zanicchi)
  9. Mario Mauro
  10. Francesco Musotto (in 2008 vervangen door Innocenzo Leontini, die in 2008 vervangen is door Eleonora Lo Curto)
  11. Guido Podestà
  12. Amalia Sartori
  13. Antonio Tajani (in 2008 vervangen door Paolo Bartolozzi)
  14. Riccardo Ventre
  15. Marcello Vernola
  16. Stefano Zappalà

- UDC (Europese Volkspartij en Europese Democraten)
  1. Vito Bonsignore
  2. Lorenzo Cesa (in 2006 vervangen door Aldo Patriciello)
  3. Antonio De Poli (in 2005 vervangen door Iles Braghetto)
  4. Armando Dionisi (in 2006 vervangen door Carlo Casini)

- Lega Nord (Onafhankelijkheid en Democratie Groep)
  1. Mario Borghezio
  2. Umberto Bossi (in 2008 vervangen door Giovanni Robusti)
  3. Matteo Salvani (in 2006 vervangen door Gian Paolo Gobbo, die in 2008 is vervangen door Erminio Enzo Bosso)
  4. Francesco Speroni

- Italia dei Valori (Alliantie van Liberalen en Democraten voor Europa)
  1. Antonio Di Pietro (in 2006 vervangen door Giulietto Chiesa)

- Partito Pensionati (Europese Volkspartij en Europese Democraten)
  1. Carlo Fatuzzo

- L'Ulivo
  1. Alfonso Andria (Alliantie van Liberalen en Democraten voor Europa) (in 2008 vervangen door Maria Grazia Pagano, behorende tot de Partij van de Europese Sociaaldemocraten)
  2. Giovanni Berlinguer (Partij van de Europese Sociaaldemocraten)
  3. Pier Luigi Bersani (Partij van de Europese Sociaaldemocraten) (in 2006 vervangen door Achille Occhetto, die in 2007 is vervangen door Beniamino Donnici, behorende tot de Alliantie van Liberalen en Democraten voor Europa)
  4. Mercedes Bresso (Partij van de Europese Sociaaldemocraten) (in 2005 vervangen door Vincenzo Lavarra)
  5. Luigi Cocilovo (Alliantie van Liberalen en Democraten voor Europa)
  6. Paolo Costa (Alliantie van Liberalen en Democraten voor Europa)
  7. Massimo D'Alema (Partij van de Europese Sociaaldemocraten) (in 2006 vervangen door Donata Gottardi)
  8. Ottavio Del Turco (Partij van de Europese Sociaaldemocraten) (in 2005 vervangen door Giovanni Pittella)
  9. Claudio Favo (Partij van de Europese Sociaaldemocraten)
  10. Lilli Gruber (Partij van de Europese Sociaaldemocraten) (in 2008 vervangen door Monica Giuntini)
  11. Enrico Letta (Alliantie van Liberalen en Democraten voor Europa) (in 2006 vervangen door Gianluca Susta)
  12. Pia Elda Locatelli (Partij van de Europese Sociaaldemocraten)
  13. Andrea Losco (Alliantie van Liberalen en Democraten voor Europa)
  14. Pasqualina Napoletano (Partij van de Europese Sociaaldemocraten)
  15. Pier Antonio Panziri (Partij van de Europese Sociaaldemocraten)
  16. Lapo Pistelli (Alliantie van Liberalen en Democraten voor Europa) (in 2008 vervangen door Catiuscia Marini, behorende tot de Partij van de Europese Sociaaldemocraten)
  17. Vittorio Prodi (Alliantie van Liberalen en Democraten voor Europa)
  18. Giovanna Rivera (Partij van de Europese Sociaaldemocraten)
  19. Guido Sacconi (Partij van de Europese Sociaaldemocraten)
  20. Michele Santoro (Partij van de Europese Sociaaldemocraten) (in 2005 vervangen door Giovanni Procacci, behorende tot de Alliantie van Liberalen en Democraten voor Europa, die in 2006 vervangen is door Donato Tommaso Veraldi.)
  21. Patrizia Toia (Alliantie van Liberalen en Democraten voor Europa)
  22. Marta Vincenzi (Partij van de Europese Sociaaldemocraten) (in 2007 vervangen door Francesco Ferrari, behorende tot de Alliantie van Liberalen en Democraten voor Europa)
  23. Mauro Zani (Partij van de Europese Sociaaldemocraten)
  24. Nicola Zingaretti (Partij van de Europese Sociaaldemocraten) (in 2008 vervangen door Rapisardo Antinucci)

- Verdi (De Groenen/Vrije Europese Alliantie)
  1. Monica Frassoni
  2. Sepp Kusstatscher

- Alleanza Nazionale (Unie voor een Europa van Nationale Staten)
  1. Roberta Angelilli
  2. Sergio Berlato
  3. Alessandro Foglieta
  4. Romano Maria La Russa (in 2008 vervangen door Antonio Mussa)
  5. Cristina Muscardini
  6. Umberto Pirilli
  7. Adriana Poli Bortone (in 2008 vervangen door Domenico Antonio Basile)
  8. Salvatore Tatarella

- MRE (Alliantie van Liberalen en Democraten voor Europa)
  1. Luciana Sbarbati (in 2008 vervangen door Fabio Ciani)

- Radicali Italiani (Alliantie van Liberalen en Democraten voor Europa)
  1. Emma Bonino (in 2006 vervangen door Marco Cappato)
  2. Marco Pannella

- MPA (Europese Volkspartij en Europese Democraten)
  1. Raffaele Lombardo (in 2008 vervangen door Sebastiano Sanzarello)

- NPSI (Partij van de Europese Sociaaldemocraten)
  1. Alessandro Battilocchio
  2. Gianni De Michelis

- PDCI (Europees Unitair Links/Noords Groen Links)
  1. Umberto Guidoni
  2. Marco Rizzo

- SVP (Europese Volkspartij en Europese Democraten)
  1. Michl Ebner

- Alleanza Siciliana (Unie voor een Europa van Nationale Staten)
  1. Nello Musumeci

- Alternativa Sociale (Niet-ingeschrevenen)
  1. Alessandra Mussolini (in 2008 vervangen door Roberto Fiore)

- MS-FT (Niet-ingeschrevenen)
  1. Luca Romagnoli

- Alleanzo Populare-UDEUR (Europese Volkspartij en Europese Democraten)
  1. Paolo Cirino Pomicino (in 2005 vervangen door Armando Veneto)

## Letland
Letland was in het parlement vertegenwoordigd door 9 parlementariërs.
- LC (Alliantie van Liberalen en Democraten voor Europa)
  1. Georgs Andrejevs

- JL (Europese Volkspartij en Europese Democraten)
  1. Valdis Dombrovskis (in 2009 vervangen door Liene Liepina)
  2. Aldis Kušķis

- TB/LNNK (Unie voor een Europa van Nationale Staten)
  1. Guntars Krasts
  2. Ģirts Valdis Kristovskis
  3. Inese Vaidere
  4. Roberts Zīle

- TP (Europese Volkspartij en Europese Democraten)
  1. Rihards Pīks

- PCTVL (De Groenen/Vrije Europese Alliantie)
  1. Tatjana Ždanoka

## Litouwen
Litouwen was in het parlement vertegenwoordigd door 13 parlementariërs.
- TS-LKD (Europese Volkspartij en Europese Democraten)
  1. Laima Andrikienė
  2. Vytautas Landsbergis

- DP (Alliantie van Liberalen en Democraten voor Europa)
  1. Šarūnas Birutis
  2. Danutė Budreikaitė
  3. Arūnas Degutis
  4. Jolanta Dičkutė
  5. Ona Juknevičienė

- LVŽS (Unie voor een Europa van Nationale Staten)
  1. Gintaras Didžiokas

- LiCS (Alliantie van Liberalen en Democraten voor Europa)
  1. Eugenijus Gentvilas
  2. Margarita Starkevičiūtė

- LSDP (Partij van de Europese Sociaaldemocraten)
  1. Justas Vincas Paleckis
  2. Aloyzas Sakalas

- TT
  1. Rolandas Pavilionis (in 2006 vervangen door Eugenijus Maldeikis)

## Luxemburg
Luxemburg was in het parlement vertegenwoordigd door 6 parlementariërs.
- LSAP (Partij van de Europese Sociaaldemocraten)
  1. Robert Goebbels

- CSV (Europese Volkspartij en Europese Democraten)
  1. Erna Hennicot-Schoepges
  2. Astrid Lulling
  3. Jean Spautz

- DP (Alliantie van Liberalen en Democraten voor Europa)
  1. Lydie Polfer

- Déi Gréng (De Groenen/Vrije Europese Alliantie)
  1. Claude Turmes

## Malta
Malta was in het parlement vertegenwoordigd door 5 parlementariërs.
- PL  (Partij van de Europese Sociaaldemocraten)
  1. John Attard Montalto
  2. Louis Grech
  3. Joseph Muscat (werd in 2008 vervangen door Glenn Bedingfield)

- PN (Europese Volkspartij en Europese Democraten)
  1. Simon Busuttil
  2. David Casa

## Nederland
Nederland was in het parlement vertegenwoordigd door 27 parlementariërs.
- VVD (Alliantie van Liberalen en Democraten voor Europa)
  1. Jeanine Hennis-Plasschaert
  2. Jules Maaten
  3. Toine Manders
  4. Jan Mulder

- D66 (Alliantie van Liberalen en Democraten voor Europa)
  1. Sophie in 't Veld

- SP (Europees Unitair Links/Noords Groen Links)
  1. Kartika Liotard
  2. Erik Meijer

- GroenLinks (De Groenen/Vrije Europese Alliantie)
  1. Kathalijne Buitenweg
  2. Joost Lagendijk

- Europa Transparant (De Groenen/Vrije Europese Alliantie)
  1. Paul van Buitenen
  2. Els de Groen

- CDA (Europese Volkspartij en Europese Democraten)
  1. Bert Doorn
  2. Camiel Eurlings (in 2007 vervangen door Joop Post, die in 2007 is vervangen door Cornelis Visser)
  3. Albert Jan Maat (in 2007 vervangen door Esther de Lange)
  4. Maria Martens
  5. Lambert van Nistelrooij
  6. Ria Oomen-Ruijten
  7. Corien Wortmann-Kool

- ChristenUnie/SGP (Onafhankelijkheid en Democratie Groep)
  1. Bas Belder
  2. Hans Blokland

- PvdA (Partij van de Europese Sociaaldemocraten)
  1. Max van den Berg (in 2007 vervangen door Lily Jacobs)
  2. Thijs Berman
  3. Emine Bozkurt
  4. Ieke van den Burg
  5. Dorette Corbey
  6. Edith Mastenbroek (in 2008 vervangen door Jan Cremers)
  7. Jan Marinus Wiersma

## Oostenrijk
Oostenrijk was in het parlement vertegenwoordigd met 18 parlementariërs.
- SPÖ (Partij van de Europese Sociaaldemocraten)
  1. Maria Berger (in 2007 vervangen door Wolfgang Bulfon)
  2. Herbert Bösch
  3. Harald Ettl
  4. Jörg Leichtfried
  5. Christa Prets
  6. Karin Scheele (in 2008 vervangen door Maria Berger)
  7. Hannes Swoboda

- ÖVP (Europese Volkspartij en Europese Democraten)
  1. Othmar Karas
  2. Reinhard Rack
  3. Paul Rübig
  4. Agnes Schierhuber
  5. Richard Seeber
  6. Ursula Stenzel (in 2006 vervangen door Hubert Pirker)

- Die Grünen - Die Grüne Alternative (De Groenen/Vrije Europese Alliantie)
  1. Eva Lichtenberger
  2. Johannes Vogenhuber

- Lijst Dr. Martin (Niet-ingeschrevenen)
  1. Hans-Peter Martin
  2. Karin Resetarits

- FPÖ (Niet-ingeschrevenen)
  1. Andreas Mölzer

## Polen
Polen was in het parlement vertegenwoordigd met 54 parlementariërs.
- LPR (Onafhankelijkheid en Democratie Groep)
  1. Filip Adwent (in 2005 vervangen door Andrzej Zapałowski)
  2. Sylwester Chruszcz
  3. Maciej Giertych
  4. Dariusz Grabowski
  5. Urszula Krupa
  6. Bogdan Pęk
  7. Mirosław Piotrowski
  8. Bogusław Rogalski
  9. Witold Tomczak
  10. Wojciech Wierzejski (in 2005 vervangen door Bernard Wojciechowski)

- PiS (Unie voor een Europa van Nationale Staten)
  1. Adam Bielan
  2. Anna Fotyga (in 2005 vervangen door Hanna Foltyn-Kubicka)
  3. Mieczysław Janowski
  4. Michał Kamiński (in 2007 vervangen door Ewa Thomaszewska)
  5. Marcin Libicki
  6. Wojciech Roszkowski
  7. Konrad Szymański

- PO (Europese Volkspartij en Europese Democraten)
  1. Jerzy Buzek
  2. Zdzisław Chmielewski
  3. Małgorzata Handzlik
  4. Stanisław Jałowiecki
  5. Filip Kaczmarek
  6. Bogdan Klich (in 2007 vervangen door Urszula Gacek)
  7. Barbara Kudrycka (in 2007 vervangen door Krzysztof Hołowczyc)
  8. Janusz Lewandowski
  9. Jan Olbrycht
  10. Paweł Piskorski
  11. Jacek Protasiewicz
  12. Jacek Saryusz-Wolski
  13. Bogusław Sonik
  14. Zbigniew Zaleski
  15. Tadeusz Zwiefka

- PSL (Europese Volkspartij en Europese Democraten)
  1. Zbigniew Kuźmiuk
  2. Zdzisław Podkański
  3. Czesław Siekierski
  4. Janusz Wojciechowski

- Samoobrona (Niet-ingeschrevenen)
  1. Marek Czarnecki
  2. Ryszard Czarnecki
  3. Bogdan Golik
  4. Wiesław Kuc
  5. Jan Masiel
  6. Leopold Rutowicz

- UW (Alliantie van Liberalen en Democraten voor Europa)
  1. Bronisław Geremek (in 2008 vervangen door Andrzej Wielowieyski)
  2. Jan Kułakowski
  3. Janusz Onyszkiewicz
  4. Grażyna Staniszewska

- SLD-UP (Partij van de Europese Sociaaldemocraten)
  1. Lidia Geringer de Oedenberg
  2. Adam Gierek
  3. Genowefa Grabowska
  4. Bogusław Liberadzki
  5. Józef Pinior
  6. Dariusz Rosati
  7. Marek Siwiec
  8. Andrzej Szejna

## Portugal
Portugal was in het parlement vertegenwoordigd door 24 parlementariërs.
- PS (Partij van de Europese Sociaaldemocraten)
  1. Francisco Assis
  2. Luis Capoulas
  3. Paulo Casaca
  4. Fausto Correia (in 2007 vervangen door Armando França)
  5. António Costa (in 2005 vervangen door Joel Hasse Ferreira)
  6. Manuel dos Santos
  7. Edite Estrela
  8. Emanuel Fernandes
  9. Elisa Ferreira
  10. Ana Maria Gomes
  11. Jamila Madeira
  12. Sérgio Sousa

- PSD (Europese Volkspartij en Europese Democraten)
  1. Carlos Coelho
  2. Maria Esteves
  3. Duarte Freitas
  4. Vasca Graça Mauro
  5. Sérgio Marques
  6. João Pinheiro
  7. José Silva

- PCP (Europees Unitair Links/Noords Groen Links)
  1. Ilda Figueiredo
  2. Sérgio Ribeiro (in 2005 vervangen door Pedro Guerrero)

- O Bloco (Europees Unitair Links/Noords Groen Links)
  1. Miguel Portas

- CDS-PP (Europese Volkspartij en Europese Democraten)
  1. Luís Quieró
  2. José Ribeiro

## Roemenië (2007)
Vanaf het toetreden van Roemenië tot de Europese Unie in 2007, was het land met 35 parlementariërs vertegenwoordigd in het parlement.
- PD (Europese Volkspartij en Europese Democraten)
  1. Roberta Alma Anastase (in 2008 vervangen door Alexandru Nazare)
  2. Sebastian Valentin Bodu
  3. Nicodim Bulzesc
  4. Dragoş Florin David
  5. Constantin Dumutriu
  6. Petru Filip (in 2008 vervangen door Călin Cătălin Chiriță)
  7. Sorin Frunzăverde
  8. Monica Iacob-Ridzi (in 2008 vervangen door Iosif Matula)
  9. Marian-Jean Marinescu
  10. Rareş Lucian Niculescu
  11. Maria Petre
  12. Mihaela Pola (in 2008 vervangen door Adrian Manole)
  13. Marian Zlotea (in 2009 vervangen door Ioan Lucian Hămbăşan)

- PSD (Partij van de Europese Sociaaldemocraten)
  1. Victor Boștinaru
  2. Titus Corlățean (in 2008 vervangen door Alin Lucian Antochi)
  3. Corina Crețu
  4. Gabriela Crețu
  5. Cǎtǎlin Ioan Nechifor (in 2008 vervangen door Vasilica Viorica Dăncilă)
  6. Ioan Mircea Pașcu
  7. Rovana Plumb
  8. Daciana Sârbu
  9. Adrian Severin
  10. Silvia Adriana Țicău

- PNL (Alliantie van Liberalen en Democraten voor Europa)
  1. Cristian Bușoi
  2. Magor Csibi
  3. Daniel Dăianu
  4. Ramona Mănescu
  5. Adina-Ioana Vălean
  6. Renate Weber

- PLD (Europese Volkspartij en Europese Democraten)
  1. Dumitru Oprea (in 2008 vervangen door Daniel Petru Funeriu)
  2. Nicolae-Vlad Popa
  3. Theodor Stolojan

- UDMR (Europese Volkspartij en Europese Democraten)
  1. Csaba Sógor
  2. Gyula Winkler

- Onafhankelijk (De Groenen/Vrije Europese Alliantie)
  1. László Tőkés

## Slovakije
Slovakije was in het parlement vertegenwoordigd door 14 parlementariërs.
- L'S-HZDS (Niet-ingeschrevenen)
  1. Peter Baco
  2. Irena Belohorská
  3. Sergej Kozlík

- SMK-MKP (Europese Volkspartij en Europese Democraten)
  1. Edit Bauer
  2. Árpád Duka-Zólyomi

- SMER (Partij van de Europese Sociaaldemocraten)
  1. Monika Flašíková-Beňová
  2. Miloš Koterec
  3. Vladimír Maňka

- SDKÚ-DS (Europese Volkspartij en Europese Democraten)
  1. Milan Gaľa
  2. Zita Pleštinská
  3. Peter Šťastný

- KDH (Europese Volkspartij en Europese Democraten)
  1. Ján Hudacký
  2. Miroslav Mikolášik
  3. Anna Záborská

## Slovenië
Slovenië was in het parlement vertegenwoordigd door 7 parlementariërs.
- SDS (Europese Volkspartij en Europese Democraten)
  1. Mihael Brejc
  2. Romana Jordan Cizelj

- LDS  (Alliantie van Liberalen en Democraten voor Europa)
  1. Mojca Drčar Murko
  2. Jelko Kacin

- NSi (Europese Volkspartij en Europese Democraten)
  1. Ljudmila Novak
  2. Alojz Peterle

- SD (Partij van de Europese Sociaaldemocraten)
  1. Borut Pahor (in 2008 vervangen door Aurelio Juri)

## Spanje
Spanje was in het parlement vertegenwoordigd door 54 parlementariërs.
- PSOE (Partij van de Europese Sociaaldemocraten)
  1. Inés Ayala Sender
  2. María Badía
  3. Enrique Barón Crespo
  4. Josep Borrell
  5. Joan Calabuig Rull (in 2008 vervangen door Juan Fraile Cantón)
  6. Carlos Carnero González
  7. Alejandro Cercas
  8. Rosa Díez González
  9. Bárbara Dührkop Dührkop
  10. Iratxe García Pérez
  11. Miguel Ángel Martínez Martínez
  12. Antonio Masip Hidalgo
  13. Manuel Medina Ortega
  14. Emilio Menéndez del Valle
  15. Rosa Miguélez Ramos
  16. Javier Moreno
  17. Raimon Obiols i Germà
  18. Francisca Pleguezuelos Aguilar
  19. Teresa Riera Madurell
  20. María Isabel Salinas García
  21. Antolín Sánchez Presedo
  22. María Sornosa Martinez (in 2008 vervangen door Martí Grau i Segú)
  23. Elena Valenciano
  24. Luis Yáñez-Barnuevo

- PP (Europese Volkspartij en Europese Democraten)
  1. Pilar Ayuso González
  2. Luis de Grandes Pascual
  3. Pilar del Castillo
  4. Agustín Díaz de Mera García Consuegra
  5. Fernando Fernández Martín
  6. Carmen Fraga Estévez
  7. Gerardo Galeote Quecedo
  8. José Manuel García-Margallo
  9. Salvador Garriga Polledo
  10. Cristina Gutiérrez-Cortines
  11. Esther Herranz García
  12. Luis Herrero-Tejedor Algar
  13. Carlos Iturgaiz
  14. Antonio López-Istúriz White
  15. Ana Mato Adrover (in 2008 vervangen door Florencio Luque Aguilar)
  16. Jaime Mayor Oreja
  17. Iñigo Méndez de Vigo
  18. Francisco José Millán Mon
  19. Cristóbal Montoro Romero (in 2008 vervangen door Juan Andrés Naranjo Escobar)
  20. José Javier Pomés Ruiz
  21. Luisa Fernanda Rudi Ubeda (in 2008 vervangen door Salvador Domingo Sanz Palacio)
  22. José Ignacio Salafranca Sánchez-Neyra
  23. Daniel Varela Suanzes-Carpegna (in 2009 vervangen door Daniel Bautista)
  24. Alejo Vidal-Quadras Roca

- CDC (Alliantie van Liberalen en Democraten voor Europa)
  1. Ignasi Guardans (in 2009 vervangen door Joan Vallvé)

- PNV (Alliantie van Liberalen en Democraten voor Europa)
  1. Josu Ortuondo Larrea

- Los Verdes (De Groenen/Vrije Europese Alliantie)
  1. David Hammerstein Mintz

- ICV  (De Groenen/Vrije Europese Alliantie)
  1. Raül Romeva

- IU (Europees Unitair Links/Noords Groen Links)
  1. Willy Meyer

- EA (De Groenen/Vrije Europese Alliantie)
  1. Mikel Irujo Amezaga

## Tsjechië
Tsjechië was in het parlement vertegenwoordigd door 24 parlementariërs.
- NEZDEM
  1. Jana Bobošíková (Niet-ingeschrevenen)
  2. Vladimír Železný (Alliantie van Liberalen en Democraten voor Europa)

- KDU-ĈSL (Europese Volkspartij en Europese Democraten)
  1. Jan Březina
  2. Zuzana Roithová

- ODS (Europese Volkspartij en Europese Democraten)
  1. Milan Cabrnoch
  2. Petr Duchoň
  3. Hynek Fajmon
  4. Miroslav Ouzký
  5. Nina Škottová
  6. Ivo Strejček
  7. Oldřich Vlasák
  8. Jan Zahradil
  9. Jaroslav Zvěřina

- ČSSD (Partij van de Europese Sociaaldemocraten)
  1. Richard Falbr
  2. Libor Rouček

- KSČM (Europees Unitair Links/Noords Groen Links)
  1. Věra Flasarová
  2. Jaromír Kohlíček
  3. Jiří Maštálka
  4. Miloslav Ransdorf
  5. Vladimír Remek
  6. Daniel Strož

- SNK Europese Democraten (Europese Volkspartij en Europese Democraten)
  1. Jana Hybášková
  2. Tomáš Zatloukal
  3. Josef Zieleniec

## Verenigd Koninkrijk
Het Verenigd Koninkrijk was in het parlement vertegenwoordigd door 78 parlementariërs.
- DUP (Niet-ingeschrevenen)
  1. Jim Allister

- Conservative Party (Europese Volkspartij en Europese Democraten)
  1. Richard Ashworth
  2. Robert Atkins
  3. Christopher Beazley
  4. John Bowis
  5. Philip Bradbourn
  6. Philip Bushill-Matthews
  7. Martin Callanan
  8. Gilles Chichester
  9. Nirj Deva
  10. Den Dover
  11. James Elles
  12. Jonathan Evans
  13. Daniel Hannan
  14. Malcolm Harbour
  15. Chris Heaton-Harris
  16. Roger Helmer
  17. Caroline Jackson
  18. Timothy Kirkhope
  19. Edward McMillan-Scott
  20. Neil Parish
  21. John Purvis
  22. Struan Stevenson
  23. Robert Sturdy
  24. David Sumberg
  25. Charles Tannock
  26. Geoffrey van Orden
  27. Theresa Villiers (werd in 2005 vervangen door Syed Kamall)

- Liberal Democrats (Alliantie van Liberalen en Democraten voor Europa)
  1. Elspeth Attwooll
  2. Chris Davies
  3. Andrew Duff
  4. Fiona Hall
  5. Chris Huhne (werd in 2005 vervangen door Sharon Bowles)
  6. Saj Karim
  7. Suzan Ludford
  8. Liz Lynne
  9. Bill Newton Dunn
  10. Emma Nicholson
  11. Diana Wallis
  12. Graham Watson

- UKIP (Onafhankelijkheid en Democratie Groep)
  1. Gerard Batten
  2. Godfrey Bloom
  3. Graham Booth (werd in 2005 vervangen door Trevor Colman)
  4. Derek Clark
  5. Nigel Farage
  6. Robert Kilroy-Silk
  7. Roger Knapman
  8. Ashley Mote
  9. Mike Nattrass
  10. Jeffrey Titford
  11. John Whittaker
  12. Tom Wise

- Labour (Partij van de Europese Sociaaldemocraten)
  1. Michael Cashman
  2. Richard Corbett
  3. Robert Evans
  4. Glyn Ford
  5. Neena Gill
  6. Mary Honeyball
  7. Richard Howitt
  8. Stephen Hughes
  9. Glenys Kinnock
  10. David Martin
  11. Linda McAvan
  12. Arlene McCarthy
  13. Claude Moraes
  14. Eluned Morgan
  15. Peter Skinner
  16. Catherine Stihler
  17. Gary Titley
  18. Philip Whitehead (werd in 2006 vervangen door Glenis Wilmott)
  19. Terry Wynn (werd in 2006 vervangen door Brian Simpson)

- Sinn Féin (Europees Unitair Links/Noords Groen Links)
  1. Bairbre de Brún

- Plaid Cymru (De Groenen/Vrije Europese Alliantie)
  1. Jillian Evans

- SNP (De Groenen/Vrije Europese Alliantie)
  1. Ian Hudghton
  2. Alyn Smith

- GPEW (De Groenen/Vrije Europese Alliantie)
  1. Jean Lambert
  2. Caroline Lucas

- UUP (Europese Volkspartij en Europese Democraten)
  1. Jim Nicholson

## Zweden
Zweden was in het parlement vertegenwoordigd door 19 parlementariërs.
- SAP (Partij van de Europese Sociaaldemocraten)
  1. Jan Andersson
  2. Anna Hedh
  3. Ewa Hedkvist Petersen (in 2007 vervangen door Göram Färm)
  4. Inger Segelström
  5. Åsa Westlund

- Liberalerna (Alliantie van Liberalen en Democraten voor Europa)
  1. Maria Carlshamre
  2. Cecilia Malmström (in 2006 vervangen door Olle Schmidt)

- Moderaterna (Europese Volkspartij en Europese Democraten)
  1. Charlotte Cederschiöld
  2. Christofer Fjellner
  3. Gunnar Hökmark
  4. Anna Ibrisagic

- Centerpartiet (Alliantie van Liberalen en Democraten voor Europa)
  1. Lena Ek

- Junilistan (Onafhankelijkheid en Democratie Groep)
  1. Hélène Goudin
  2. Nils Lundgren
  3. Lars Wohlin

- MP (De Groenen/Vrije Europese Alliantie)
  1. Carl Schlyter

- Vänsterpartiet (Europees Unitair Links/Noords Groen Links)
  1. Jonas Sjöstedt (in 2006 vervangen door Jens Holm)
  2. Eva-Britt Svensson

- KD (Europese Volkspartij en Europese Democraten)
  1. Anders Wijkman

1 (1979-1984) · 
2 (1984-1989) · 
3 (1989-1994) · 
4 (1994-1999) · 
5 (1999-2004) · 
6 (2004-2009) · 
7 (2009-2014) · 
8 (2014-2019) · 
9 (2019-2024) · 10 (2024-2029)